# Verfahrenspfleger

Verfahrenspflegerbestellungen in Betreuungs- und Unterbringungsverfahren

Der Verfahrenspfleger hat in Deutschland die Aufgabe, im Verfahren vor dem Betreuungsgericht (auf Bestellung eines Betreuers oder Anordnung einer Unterbringung) die Interessen des Betroffenen zu vertreten und kann hier Anträge stellen, Rechtsmittel einlegen und an den Anhörungen teilnehmen. Er hat, ähnlich wie ein Rechtsanwalt, als Parteivertreter die gleichen Rechte und Pflichten für seinen „Mandanten“. Für ihn gelten daher auch die gleichen Bestimmungen zum Datenschutz, zur Dokumentation (Aktenhaltung) sowie ein Aussageverweigerungsrecht.

## Aufgaben
Der Verfahrenspfleger soll dem Betroffenen erläutern, wie das gerichtliche Verfahren abläuft, ihm Inhalte und Mitteilungen des Gerichtes erläutern. Auch soll er Wünsche des Betroffenen an das Gericht übermitteln. Auch kann er darauf achten, ob alle möglichen freiwilligen Hilfen für den Betroffenen ausgeschöpft sind. Rechtsgrundlage ist das Gesetz über das Verfahren in Familiensachen und in den Angelegenheiten der freiwilligen Gerichtsbarkeit (FamFG) in Betreuungsverfahren (§ 276 FamFG) und in Unterbringungsverfahren (§ 317 FamFG). Jährlich werden in betreuungs- und unterbringungsrechtlichen Verfahren ca. 80.000 Verfahrenspfleger bestellt. In den Fällen kindschaftsrechtlicher Verfahren (§ 167 FamFG) tritt an die Stelle des Verfahrenspflegers der Verfahrensbeistand.

## Qualifikation
Der Verfahrenspfleger kann Rechtsanwalt sein, muss es aber nicht; er kann sogar ehrenamtlich bestellt werden. Angesichts der notwendigen Kenntnisse des Gerichtsverfahrens dürfte dies in der Praxis aber wenig hilfreich sein. Bewährt haben sich Modelle, in denen auf eine pädagogische oder psychologische Grundausbildung (meist ein Studium) eine Fortbildung auch mit juristischen Inhalten aufgesetzt wird. Besonders durch die recht komplexen Bereiche des Betreuungsrechts, Sozialrechts und der verschiedenen Prozessordnungen (ZPO, FamFG etc.) ist diese Möglichkeit der Qualifikation adäquat am Bedarf und der späteren Praxis orientiert. Die Bundesverbände für Verfahrenspfleger entwickeln Standards und einen Kodex, damit insgesamt die Verfahrenspfleger nach gleichen Grundsätzen arbeiten und eine Qualitätssicherung der Arbeit gegeben ist. Allerdings ist noch offen, inwieweit derartige Vorgaben und Empfehlungen in der Praxis auch tatsächlich eingehalten werden.

## Ende des Verfahrens, Rechtsmittel
Die Bestellung des Verfahrenspflegers endet mit der Rechtskraft des Verfahrens, für das er bestellt ist. Der Verfahrenspfleger kann stets gegen gerichtliche Entscheidungen Beschwerde einlegen (§ 303 Abs. 3 FamFG), über die vom Landgericht entschieden wird. Unter den in § 70 FamFG erwähnten Voraussetzungen kann der Verfahrenspfleger auch Rechtsbeschwerde beim Bundesgerichtshof einlegen (§ 133 GVG).
Allerdings ist die Beschwerde des Verfahrenspflegers nur dann zulässig, wenn auch der Betroffene selbst gegen die angefochtene Entscheidung Beschwerde einlegen könnte. Dies kann er aber dann nicht, wenn er durch die Entscheidung nicht „beschwert“ ist. So war es im entschiedenen Fall, wo das Betreuungsgericht die geschlossene Unterbringung des Betroffenen nicht etwa angeordnet oder genehmigt, sondern abgelehnt hatte.

## Betreuungsverfahren
§ 276 FamFG hebt besonders drei Fälle hervor, in denen in der Regel im Betreuungsverfahren ein Verfahrenspfleger zu bestellen ist:
- wenn von der persönlichen Anhörung des Betroffenen abgesehen werden soll (Abs. 1 Nr. 1);
- wenn Gegenstand des Verfahrens die Anordnung einer Betreuung für alle Angelegenheiten ist (Abs. 1 Nr. 2);
- wenn über die Genehmigung der Einwilligung des Betreuers in eine Sterilisation (§ 1905 BGB) entschieden werden soll (argumentum e contrario aus Abs. 1 Nr. 2 Hs. 2) sowie § 297 FamFG.

Auch ist stets ein Verfahrenspfleger zu bestellen, wenn über die Beendigung lebenserhaltender Maßnahmen zu entscheiden ist (§ 1904 Abs. 2 BGB; § 298 FamFG).

## Unterbringungsverfahren
Im Unterbringungsverfahren soll der Verfahrenspfleger stets bestellt werden, es sei denn, der Richter begründet im Genehmigungs- bzw. Anordnungsbeschluss ausdrücklich, warum er keinen Verfahrenspfleger für nötig hält, vgl. § 317 Abs. 2 FamFG.

## Vergütung
Der Verfahrenspfleger wird seit dem 1. September 2009 nach § 277 FamFG, welches § 67a FGG außer Kraft setzte, wie ein beruflich tätiger Vormund vergütet. Hier ist Stundensatz von zwischen 23 € und 39 €, zuzüglich Umsatzsteuer (je nach Qualifikation) gegeben. § 277 Abs. 2 S. 2 FamFG in Verbindung mit § 3 Abs. 3 VBVG erlaubt bei besonderen Schwierigkeiten auch eine Erhöhung der Vergütung; so werden von Gerichten mitunter auch 120 € pro Stunde zugesprochen.
Die Vergütung erfolgt stets aus der Staatskasse. Diese kann aber dem Betreuten die Verfahrenspflegervergütung im Rahmen der Gerichtskosten in Rechnung stellen, wenn der Betreute über mehr als 5.000 € Vermögen verfügt (gem. GNotKG iVm § 1836c BGB).

## Zukunftsperspektiven
Aufgrund der enormen Anzahl von Verfahren vor den Betreuungsgerichten werden tendenziell steigend Verfahrenspfleger bestellt. Die Gerichte und Behörden haben sich mittlerweile auf die – nicht mehr ganz neue – Rechtsfigur eingestellt und nehmen diese in der Praxis gut an.